# Major League Baseball
Major League Baseball (MLB) là tổ chức thể thao chuyên nghiệp của môn bóng chày và cũng là tổ chức lâu đời nhất trong số 4 liên đoàn thể thao chuyên nghiệp chính ở Hoa Kỳ và Canada. Major League Baseball có tổng cộng 30 đội bóng đến từ nhiều bang khác nhau của Mỹ và Canada (29 đội từ Mỹ và 1 đội từ Canada). Biểu tượng chính thức của giải đấu là một người đang trong thế đánh bóng chày, được cho là dựa trên hình tượng của Jackie Robinson, một trong những cầu thủ huyền thoại và là người da màu đầu tiên chơi cho giải. Ba mươi đội này được chia ra làm 2 chi giải khác nhau, American League (AL, tạm dịch là Giải Mỹ) và National League (NL, tạm dịch là Giải Quốc gia) với 15 đội mỗi giải, mỗi giải chia làm ba bảng miền (Đông, Trung, Tây). Bắt đầu từ năm 1903, 2 giải thỏa thuận hợp tác nhưng vẫn tách biệt hoàn toàn cho đến khi được sáp nhập thành dưới một hệ thống quản lý đứng đầu bởi Ủy viên Bóng chày (Commissioner of Baseball) vào năm 2000.
Mỗi mùa giải bắt đầu với kì tập huấn mùa xuân (spring training). Sau đó, các đội sẽ chơi tổng cộng 162 trận trong mùa giải (regular season), và 6 đội có kết quả thi đấu tốt nhất ở mỗi giải (3 đội đứng đầu các bảng miền và 3 đội có thành tích tốt nhất trong số còn lại) sẽ đi tiếp và vòng playoff. Tại vòng play-off, hai chi giải AL và NL sẽ chọn ra 2 nhà vô địch để chọn ra nhà vô địch toàn hệ thống giải tại World Series. Các trận đấu của MLB được phát trực tiếp ở rất nhiều đài khác nhau tại Bắc Mỹ và nhiều quốc gia khác trên khắp thế giới, thông qua hệ thống truyền hình, radio và Internet. Major League Baseball là giải bóng chày có số lượng người xem cao hơn bất kì giải đấu nào trên thế giới với 69.6 triệu khán giả vào năm 2018. MLB luôn được sự quan tâm lớn của hầu hết fan bóng chày trên toàn thế giới, và cũng được xem là giải đấu danh giá nhất toàn cầu, tập hợp những cầu thủ đẳng cấp cao nhất trong bộ môn này. Từ lâu, Major League Baseball đã trở thành một phần không thể thiếu trong văn hóa của nước Mỹ. Đội bóng chày chuyên nghiệp đầu tiên được thành lập là Cincinnati Reds vào năm 1869, đã trải qua gần 150 năm lịch sử.

## Các đội
| Khu vực         | Đội                   | Thành phố                  | Sân vận động                | Sức chứa        | Tọa độ                                          | Thành lập       | Gia nhập MLB    |
| American League | American League       | American League            | American League             | American League | American League                                 | American League | American League |
| --------------- | --------------------- | -------------------------- | --------------------------- | --------------- | ----------------------------------------------- | --------------- | --------------- |
| Đông            | Baltimore Orioles     | Baltimore, Maryland        | Oriole Park at Camden Yards | 45,971          | 39°17′2″B 76°37′18″T / 39,28389°B 76,62167°T    | 1901*           | 1901*           |
| Đông            | Boston Red Sox        | Boston, Massachusetts      | Fenway Park                 | 37,949          | 42°20′47″B 71°5′51″T / 42,34639°B 71,0975°T     | 1901            | 1901            |
| Đông            | New York Yankees      | New York City, New York    | Sân vận động Yankee         | 47.309          | 40°49′45″B 73°55′35″T / 40,82917°B 73,92639°T   | 1901*           | 1901*           |
| Đông            | Tampa Bay Rays        | St. Petersburg, Florida    | Tropicana Field             | 31,042          | 27°46′6″B 82°39′12″T / 27,76833°B 82,65333°T    | 1998            | 1998            |
| Đông            | Toronto Blue Jays     | Toronto, Ontario           | Trung tâm Rogers            | 49.282          | 43°38′29″B 79°23′21″T / 43,64139°B 79,38917°T   | 1977            | 1977            |
| Trung tâm       | Chicago White Sox     | Chicago, Illinois          | Guaranteed Rate Field       | 40,615          | 41°49′48″B 87°38′2″T / 41,83°B 87,63389°T       | 1901            | 1901            |
| Trung tâm       | Cleveland Guardians   | Cleveland, Ohio            | Progressive Field           | 35,225          | 41°29′45″B 81°41′7″T / 41,49583°B 81,68528°T    | 1901            | 1901            |
| Trung tâm       | Detroit Tigers        | Detroit, Michigan          | Comerica Park               | 41,297          | 42°20′21″B 83°2′55″T / 42,33917°B 83,04861°T    | 1901            | 1901            |
| Trung tâm       | Kansas City Royals    | Kansas City, Missouri      | Kauffman Stadium            | 37,903          | 39°3′5″B 94°28′50″T / 39,05139°B 94,48056°T     | 1969            | 1969            |
| Trung tâm       | Minnesota Twins       | Minneapolis, Minnesota     | Target Field                | 38,871          | 44°58′54″B 93°16′42″T / 44,98167°B 93,27833°T   | 1901*           | 1901*           |
| Tây             | Houston Astros        | Houston, Texas             | Minute Maid Park            | 41,676          | 29°45′25″B 95°21′20″T / 29,75694°B 95,35556°T   | 1962 (NL)       | 2013 (AL)       |
| Tây             | Los Angeles Angels    | Anaheim, California        | Sân vận động Angel          | 45.957          | 33°48′1″B 117°52′58″T / 33,80028°B 117,88278°T  | 1961            | 1961            |
| Tây             | Oakland Athletics     | Oakland, California        | Đấu trường Oakland          | 35.067          | 37°45′6″B 122°12′2″T / 37,75167°B 122,20056°T   | 1901*           | 1901*           |
| Tây             | Seattle Mariners      | Seattle, Washington        | T-Mobile Park               | 47,943          | 47°35′29″B 122°19′57″T / 47,59139°B 122,3325°T  | 1977            | 1977            |
| Tây             | Texas Rangers         | Arlington, Texas           | Globe Life Field            | 40,300          | 32°45′5″B 97°4′58″T / 32,75139°B 97,08278°T     | 1961*           | 1961*           |
| National League |                       |                            |                             |                 |                                                 |                 |                 |
| Đông            | Atlanta Braves        | Atlanta, Georgia           | Truist Park                 | 41,500          | 33°53′24″B 84°28′4″T / 33,89°B 84,46778°T       | 1871* (NA)      | 1876 (NL)       |
| Đông            | Miami Marlins         | Miami, Florida             | Marlins Park                | 36,742          | 25°46′41″B 80°13′11″T / 25,77806°B 80,21972°T   | 1993            | 1993            |
| Đông            | New York Mets         | New York City, New York    | Citi Field                  | 41.922          | 40°45′25″B 73°50′45″T / 40,75694°B 73,84583°T   | 1962            | 1962            |
| Đông            | Philadelphia Phillies | Philadelphia, Pennsylvania | Citizens Bank Park          | 43,651          | 39°54′21″B 75°9′59″T / 39,90583°B 75,16639°T    | 1883            | 1883            |
| Đông            | Washington Nationals  | Washington, D.C.           | Nationals Park              | 41,313          | 38°52′22″B 77°0′27″T / 38,87278°B 77,0075°T     | 1969*           | 1969*           |
| Trung tâm       | Chicago Cubs          | Chicago, Illinois          | Wrigley Field               | 41,268          | 41°56′54″B 87°39′20″T / 41,94833°B 87,65556°T   | 1874 (NA)       | 1876 (NL)       |
| Trung tâm       | Cincinnati Reds       | Cincinnati, Ohio           | Great American Ball Park    | 42,319          | 39°5′51″B 84°30′24″T / 39,0975°B 84,50667°T     | 1882 (AA)       | 1890 (NL)       |
| Trung tâm       | Milwaukee Brewers     | Milwaukee, Wisconsin       | Miller Park                 | 41,900          | 43°1′42″B 87°58′16″T / 43,02833°B 87,97111°T    | 1969* (AL)      | 1998 (NL)       |
| Trung tâm       | Pittsburgh Pirates    | Pittsburgh, Pennsylvania   | PNC Park                    | 38,362          | 40°26′49″B 80°0′21″T / 40,44694°B 80,00583°T    | 1882 (AA)       | 1887 (NL)       |
| Trung tâm       | St. Louis Cardinals   | St. Louis, Missouri        | Sân vận động Busch          | 43.975          | 38°37′21″B 90°11′35″T / 38,6225°B 90,19306°T    | 1882 (AA)       | 1892 (NL)       |
| Tây             | Arizona Diamondbacks  | Phoenix, Arizona           | Chase Field                 | 48,519          | 33°26′43″B 112°4′1″T / 33,44528°B 112,06694°T   | 1998            | 1998            |
| Tây             | Colorado Rockies      | Denver, Colorado           | Coors Field                 | 50,398          | 39°45′22″B 104°59′39″T / 39,75611°B 104,99417°T | 1993            | 1993            |
| Tây             | Los Angeles Dodgers   | Los Angeles, California    | Sân vận động Dodger         | 56.000          | 34°4′25″B 118°14′24″T / 34,07361°B 118,24°T     | 1884* (AA)      | 1890 (NL)       |
| Tây             | San Diego Padres      | San Diego, California      | Petco Park                  | 40,162          | 32°42′26″B 117°9′24″T / 32,70722°B 117,15667°T  | 1969            | 1969            |
| Tây             | San Francisco Giants  | San Francisco, California  | Oracle Park                 | 41.915          | 37°46′43″B 122°23′21″T / 37,77861°B 122,38917°T | 1883*           | 1883*           |

Dấu sao (*) đánh dấu cho những đội đã chuyển thành phố ít nhất 1 lần.